# Филип Брадарич
Филип Брадарич (хорв. Filip Bradarić, нар. 11 січня 1992, Спліт) — хорватський футболіст, півзахисник саудівського «Аль-Аглі» і національної збірної Хорватії.

## Клубна кар'єра
Вихованець футбольного клубу «Хайдук» з рідного міста Спліт. Влітку 2011 року він був відданий в оренду команді Третьої ліги «Приморац 1929», разом з якою наступного року піднявся в Другу лігу. Загалом за два сезони зіграв у 55 матчах чемпіонату і забив 8 голів.
Влітку 2013 року Брадарич повернувся в «Хайдук». 13 липня того ж року він дебютував у Першій лізі, вийшовши на заміну в кінці гостьового поєдинку проти «Задара». Через п'ять місяців Брадарич забив свій перший гол на вищому рівні, скоротивши відставання в рахунку в домашній грі з «Рієкою». Загалом за півтора року взяв участь у 38 матчах чемпіонату.
3 лютого 2015 року футболіст перейшов до «Рієки», підписавши 3,5-річний контракт. У сезоні 2016/17 виграв з командою «золотий дубль». Протяго трьох з половиною років відіграв за команду з Рієки 103 матчі в національному чемпіонаті.
3 серпня 2018 року уклав чотирирічний контракт з італійським «Кальярі». Відігравши один сезон в Італії, повернувся на батьківщину, до «Хайдука», в якому провів півроку на правах оренди. Згодом, також як орендований гравець, виступав в Іспанії за «Сельта Віго» та в Саудівській Аравії за «Аль-Айн Сауді».
1 липня 2021 року за 2 мільйони євро перейшов до іншої аравійської команди, «Аль-Аглі».

## Виступи за збірні
2010 року дебютував у складі юнацької збірної Хорватії, взяв участь у 2 іграх на юнацькому рівні.
2013 року залучався до складу молодіжної збірної Хорватії. На молодіжному рівні зіграв у 3 офіційних матчах.
15 листопада 2016 року дебютував в офіційних іграх у складі національної збірної Хорватії в товариському матчі проти Північної Ірландії (3:0). 
У складі збірної був учасником чемпіонату світу 2018 року у Росії, де виходив на заміну в одній з ігор групового етапу, а його збірна стала віце-чемпіоном світу.
| Дата       | Місто          | Господарі         | Результат | Гості    | Турнір             | Голи | Примітки |
| ---------- | -------------- | ----------------- | --------- | -------- | ------------------ | ---- | -------- |
| 15-11-2016 | Белфаст        | Північна Ірландія | 0 – 3     | Хорватія | товариський матч   | -    |          |
| 28-3-2017  | Таллінн        | Естонія           | 3 – 0     | Хорватія | товариський матч   | -    | 58'      |
| 28-3-2018  | Арлінгтон      | Мексика           | 0 – 1     | Хорватія | товариський матч   | -    | 46'      |
| 3-6-2018   | Ліверпуль      | Бразилія          | 2 – 0     | Хорватія | товариський матч   | -    | 83'      |
| 26-6-2018  | Ростов-на-Дону | Ісландія          | 1 – 2     | Хорватія | ЧС 2018 - 1-й етап | -    | 65'      |
| 15-10-2018 | Рієка          | Хорватія          | 2 – 1     | Йорданія | товариський матч   | -    | 46'      |
| Усього     |                | Матчів            | 6         |          | Голів              | 0    |          |

## Досягнення
- Чемпіон Хорватії (1): 2016/17.
- Володар кубка Хорватії (1): 2016/17
- Віце-чемпіон світу: 2018